# کیم گوانگ-کیونگ
کیم گوانگ-کیونگ (انگلیسی: Kim Gwong-hyong؛ زادهٔ ۱ مارس ۱۹۴۶) کشتی‌گیر اهل کره شمالی بود.